# Abdel Fatah Al-Farjani
Abdel Fatah Al-Farjani (ar. عبد الفتاح الفرجاني) – libijski piłkarz grający na pozycji pomocnika. W swojej karierze grał w reprezentacji Libii.

## Kariera klubowa
W swojej karierze Al-Farjani grał w klubie Al-Dhahra SC.

## Kariera reprezentacyjna
W 1982 roku Al-Farjani został powołany do reprezentacji Libii na Puchar Narodów Afryki 1982. Zagrał w nim w pięciu meczach: grupowych z Ghaną (2:2), z Tunezją (2:0) i z Kamerunem (0:0), półfinałowym z Zambią (2:1) i finałowym z Ghaną (1:1, k. 6:7). Z Libią wywalczył wicemistrzostwo Afryki.